# Obdulio Morales
Obdulio Morales Rios (7 avril 1910 - 9 janvier 1981) est un pianiste, chef d'orchestre, compositeur et ethnomusicologue cubain, une figure importante du mouvement afrocubanismo tardif. Il a défendu les traditions musicales afro-cubaines et soutenu des artistes tels que Merceditas Valdés.